# António Costa
António Luís Santos da Costa (São Sebastião da Pedreira, 17 juli 1961) is een Portugees advocaat en politicus van de centrumlinkse Partido Socialista (Socialistische Partij). Sinds 1 december 2024 is hij Voorzitter van de Europese Raad. Van 2015 tot 2024 was hij de premier van Portugal. Eerder was Costa onder meer Europarlementariër (2004–2005) en burgemeester van Lissabon (2007–2015). Tussen 2014 en 2024 was hij de politiek leider van zijn partij.

## Biografie
Costa werd in 1961 geboren in São Sebastião da Pedreira, een freguesia van de gemeente Lissabon. Hij is zoon van een Indiaas-Franse vader. In de jaren tachtig studeerde Costa rechten aan de Universiteit van Lissabon en raakte hij geïnteresseerd in politiek. Hij sloot zich aan bij de Partido Socialista (Socialistische Partij) en zou, naast zijn werk als advocaat, van 1982 tot 1993 zitting hebben in de gemeenteraad van Lissabon.
In 1995 maakte Costa voor het eerst de stap naar de landelijke politiek, toen hij assistent werd van de staatssecretaris voor parlementaire zaken. Twee jaar later kreeg hij promotie en werd hij, in het kabinet van António Guterres, benoemd tot minister van dit departement. Van 1999 tot 2002 was Costa minister van Justitie, eveneens onder premier Guterres. Hierna was Costa tot 2004 fractievoorzitter van de Socialistische Partij.
In 2004 werd Costa lijsttrekker voor zijn partij bij de Europese Parlementsverkiezingen, nadat beoogd lijsttrekker António de Sousa Franco plotseling was gestorven. Na de verkiezingen nam Costa namens de Partij van de Europese Sociaaldemocraten zitting in het Europees Parlement. In juli 2004 werd hij bovendien verkozen tot een van de veertien vicevoorzitters van het parlement. In 2005 legde hij al zijn taken in het Europees Parlement neer om minister van Binnenlandse Zaken van Portugal te worden in het kabinet van José Sócrates. Deze functie behield hij tot mei 2007, toen hij opstapte om zich te concentreren op het burgemeesterschap van Lissabon, waar hij namens zijn partij kandidaat voor was. In juli 2007 werd Costa inderdaad tot burgemeester van de Portugese hoofdstad verkozen, een ambt dat hij bijna acht jaar lang zou vervullen. In 2009 en 2013 werd hij met een steeds grotere meerderheid herkozen.

### Premier van Portugal

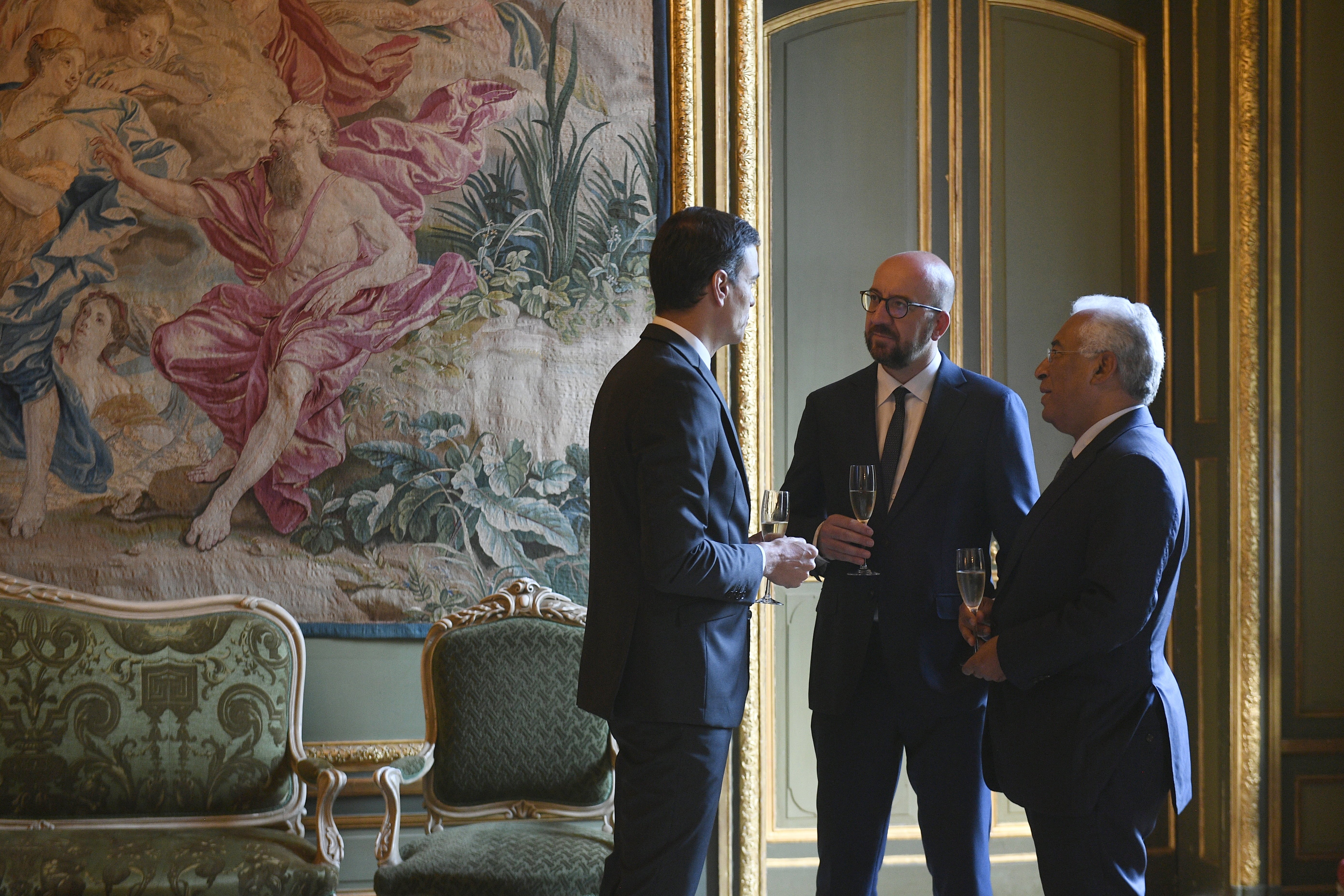
De Portugese premier António Costa met zijn Belgische collega Charles Michel en zijn Spaanse collega Pedro Sánchez.

In aanloop naar de nationale parlementsverkiezingen van 2015 werd Costa door de Partido Socialista gekozen als lijsttrekker. Hij kreeg met bijna 68 procent van de stemmen ruim de voorkeur boven de zittende partijleider António José Seguro, die direct zijn aftreden aankondigde. Als kandidaat om premier van Portugal te worden, legde Costa in april 2015 zijn burgemeesterschap van Lissabon neer om zich voor te bereiden op de verkiezingscampagne. 
De parlementsverkiezingen vonden plaats op 4 oktober 2015. Costa boekte een goed resultaat door ruim 32% van de stemmen binnen te slepen en 86 van de 230 beschikbare zetels te veroveren (een winst van 12). De Partido Socialista bleef hiermee de tweede partij van Portugal. De grootste partij (ondanks stevig verlies) werd opnieuw de regerende centrumrechtse coalitie van premier Pedro Passos Coelho, bestaande uit de Partido Popular en de Partido Social Democrata (Sociale Democratische Partij). Deze coalitie, die sinds 2011 aan de macht was, behaalde ruim 38% van de stemmen en 102 zetels.
Geen van de partijen behaalde een meerderheid en de onderhandelingen na de verkiezingen verliepen moeizaam. De mogelijkheid een Grote coalitie te vormen, waarbij de Partido Socialista de conservatieve regeringspartijen aan een meerderheid moest helpen, werd door Costa vrijwel direct verworpen. Hij gaf aan geen enkel kabinet te steunen met premier Passos Coelho aan het roer. Passos Coelho liet op zijn beurt weten dat hij ondanks zijn forse zetelverlies nog steeds leider was van de grootste partij en daarmee het recht had een regering te vormen. Hij besloot, zonder steun van de meerderheid van het parlement, met zijn coalitie door te regeren als minderheidskabinet. Dit kabinet werd geïnstalleerd op 30 oktober 2015. Intussen zocht Costa naar een alternatief en vond deze ook. Hij smeedde een alliantie met drie andere linkse partijen in het parlement: het Links Blok, de Portugese Communistische Partij en de Groene Partij. Met de (gedoog)steun van deze partijen had Costa een meerderheid te pakken waarmee hij het kabinet van Passos Coelho omver kon werpen. Op 26 november 2015, nog geen maand na de start van het tweede kabinet van Passos Coelho, werd Costa door president Aníbal Cavaco Silva tot nieuwe premier benoemd.

#### Herverkiezingen
Tijdens zijn eerste ambtstermijn als premier slaagde Costa erin de Portugese economie na een diepe financiële crisis weer te doen groeien. De werkloosheid liep terug, het minimumloon werd verhoogd en zowel het begrotingstekort als de staatsschuld ging omlaag.  Bij de parlementsverkiezingen van 2019 werd de Socialistische Partij onder leiding van Costa de grootste in het Portugese parlement. De partij kreeg meer dan een derde van de totale stemmen en steeg van 86 naar 108 zetels. President Marcelo Rebelo de Sousa gaf Costa hierop de taak opnieuw een regering te vormen. Zijn tweede kabinet betrof opnieuw een minderheidsregering en werd op 26 oktober 2019 beëdigd.
In oktober 2021 kwam Costa in de problemen toen de begroting, zoals die door zijn regering was voorgesteld, door een meerderheid van het parlement werd verworpen. Ook partijen die hem eerder steunden, zoals het Links Blok en de Communistische Partij, wezen de begroting af. Hierop werden door president Rebelo de Sousa vervroegde verkiezingen uitgeschreven, die in januari 2022 plaatsvonden. In tegenstelling tot wat de peilingen deden vermoeden, boekte de Partido Socialista, net als bij de twee voorgaande verkiezingen, een forse winst: de partij kreeg er nog eens 12 zetels bij en kwam uit op een totaal van 120 zetels, een absolute meerderheid. Een dergelijk resultaat had de partij pas één keer eerder (in 2005) behaald. Op 30 maart 2022 was het derde kabinet-Costa een feit.

#### Aftreden
Op 7 november 2023 diende Costa zijn ontslag in als premier. De aanleiding hiervoor was zijn betrokkenheid bij een politieonderzoek naar mogelijke corruptie bij het verlenen van de exploitatierechten en contracten voor lithiummijnen en projecten rondom groene waterstof. President Rebelo de Sousa schreef opnieuw vervroegde verkiezingen uit, die voor april 2024 werden gepland. Costa bleef het premierschap tot na deze verkiezingen waarnemen. Begin 2024 werd hij als leider van de Partido Socialista opgevolgd door Pedro Nuno Santos, die een fors verlies voor de partij echter niet kon voorkomen. Op 2 april 2024 trad een nieuwe regering aan en werd Costa als premier afgelost door Luís Montenegro (PSD).

### Voorzitter van de Europese Raad

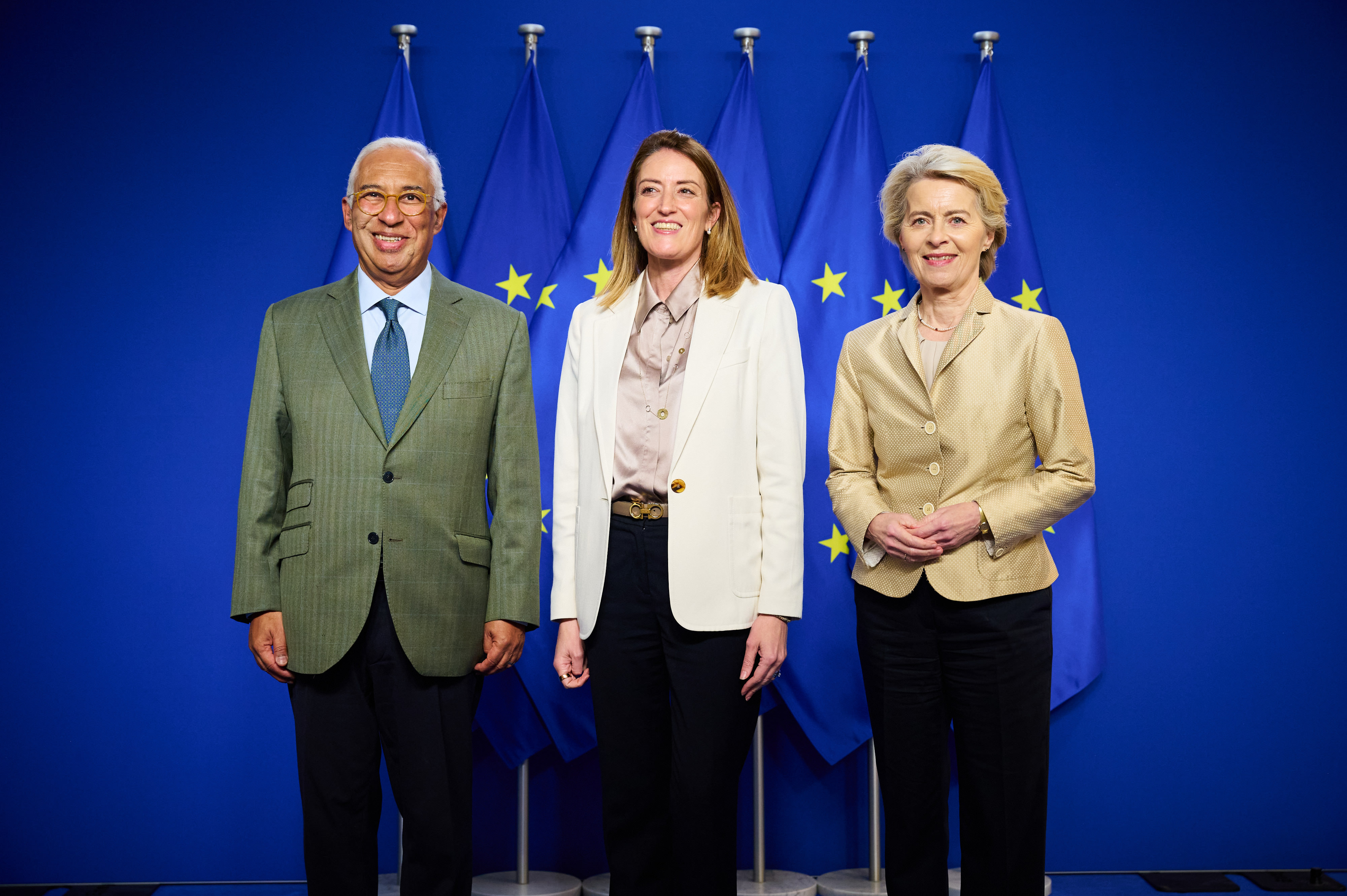
Costa samen met Roberta Metsola (voorzitter van het Europees Parlement) en Ursula von der Leyen (voorzitter van de Europese Commissie)

Eind juni 2024 benoemden de staatshoofden en regeringsleiders van de Europese Unie Costa tot nieuwe voorzitter van de Europese Raad. Zijn mandaat vangt aan op 1 december 2024. De Portugese Costa volgt hiermee Charles Michel op als voorzitter van de vergaderingen van Europese staatshoofden en regeringsleiders.
- Gemeinsame Normdatei: 1056028459
- International Standard Name Identifier: 0000 0000 6859 3683
- Library of Congress Control Number: n2012049726
- Parlement.com: viii638ey0zx
- Système universitaire de documentation: 178144991
- Virtual International Authority File: 99157515
- WorldCat: E39PBJkxPXpr7hMqx7hjcmM773